# Fabian Weinecke
Fabian Weinecke (* 27. August 1968 in Düsseldorf; † 17. Januar 2012 in Berlin) war ein deutscher Maler, Zeichner und Songtexter.

## Biographie
Aufgewachsen in Düsseldorf, studierte Weinecke 1988 bis 1990 Bildende Kunst an der Staatlichen Kunstakademie Düsseldorf. Er lebte zuerst in Essen, später in Berlin; er trat hervor als Zeichner, als Maler kleinformatiger Kompositionen und als Textdichter der Essener Popgruppe Festland, deren Album-Cover und Plakate er ebenfalls illustrierte. Weinecke liegt bestattet auf dem Alten St.-Matthäus-Kirchhof in Berlin-Schöneberg.

## Einzelausstellungen (Auswahl)
- 2010 Nachtarbeiten, Märkisches Museum, Witten
- 2008 Lügen, Künstlerverein Malkasten, Düsseldorf
- 2007 Phantasmagorien, Galerie Claudia Simon, Düsseldorf
- 2005 Zeichnungen, Raum Claudia Simon, Düsseldorf;
- Just Perfect, Galerie Jacky Strenz, Frankfurt am Main
- 2003 Rage in Eden, Galerie Jacky Strenz, Berlin
- 1998 Deep Storage 22, x, Düsseldorf.

## Publikation
- Fabian Weinecke: Private Andacht, hrsg. von Dirk Steimann, Märkisches Museum, Witten, 2011, ISBN 978-3-86206-078-8.